# Рейна, Гаэтано
Гаэтано «Томми» Рейна (итал. Gaetano «Tommy» Reina; сентябрь 1889 — 26 февраля 1930) — итало-американский мафиози, первый в истории босс Семьи Луккезе, контролирующей организованную преступную деятельность в Нью-Йорке, США.

## Ранние годы
Гаэтано Рейна родился в сентябре 1889 года в сицилийском городе Корлеоне. Отец — Джакомо Рейна, мать — Кармела Румор. В начале 1900-х годов семья Рейны иммигрировала в США. Они поселились в Нью-Йорке на 107 улице в районе Восточного Гарлема, где жили преимущественно выходцы из Италии. Рейна вместе с братом Антонио стал работать на членов Семьи Морелло. В июле 1913 года сестра Рейны выходит замуж за сицилийца Винченцо Терранова, будущего босса Семьи Морелло.
Гаэтано женился на Анджелине Оливера, которая родила в этом браке трёх сыновей (один из них, Джакомо, станет членом Семьи Луккезе) и трёх дочерей (одна из них, Кармела «Милдред», выходит замуж за Джо Валачи в 1932 году). В ноябре 1914 года Рейна и Джек Драгна были арестованы по подозрению в убийстве Барнета Баффа.

## Босс мафии
Рейна долгое время работал на Семью Морелло и был ответственен за операции в этой организации. В 1910-х годах в Семье Морелло воцарил хаос, поэтому Гаэтано, наряду с Сальваторе д’Аквила и Джо Массерией, покинули её для создания собственных «семей». К 1920 году Рейна управлял как босс собственной преступной семьёй, контролирующей преступные операции в Бронксе, а также частично в районе Восточного Гарлема. Его «семья» держала монополию по торговле холодильных шкафов в Бронксе. Правой рукой Рейны являлся Томми Гальяно, бывший член Семьи Морелло.
В конце 1920-х годов Рейна заключил союз с Джо Массерией, который вобрал в свою мощную организацию остатки Семьи Морелло. В 1925 году в Нью-Йорк прибыл сицилиец Сальваторе Маранцано, ставший членом Семьи Кастелламаре — второй старейшей преступной семьи, которая проводила свои операции в бруклинском районе Уильямсберг. В 1930 году два босса Массерия и Маранцано начали войну, которая стала известна как Кастелламмарская война. Рейна перешёл на другую сторону и начал поддерживать Маранцано, однако Массерия узнал о предательстве Рейны и приказал Лаки Лучано организовать его убийство.

## Смерть
26 февраля 1930 года Гаэтано Рейна покинул дом своей любовницы Мэри Эннис (другие источники утверждают, что он покинул квартиру своей тёти в Бронксе после обеда) на Шеридан Авеню, после чего его убил Вито Дженовезе (другой подозреваемый Джозеф Пинцоло), выстрелив в голову из двухствольного ружья. Похоронен на кладбище Вудлон в Нью-Йорке.

## Влияние на популярную культуру
Фильмы
- Бумаги Валачи (1972) — роль играет Амадео Наццари[16]
- Война гангстеров (1982) — роль играет Джо Торнаторе[17]
- Гангстеры (1991) — роль играет Крис Пенн[18]

Романы
- The Last Testament of Lucky Luciano (Мартин А. Гош и Ричард Хаммер)

По словам Чарльза Лучано, Рейна был:
«…человек слова, он имел культуру, и был очень благородным итальянцем.»